# Hyperdimension Neptunia
Hyperdimension Neptunia Chōjigen Geimu Neputyūnu (超次元ゲイム ネプテューヌ, lit. "Joc Neptú Súper Dimensional") és un videojoc de rol del 2010 desenvolupat per Compile Heart i Idea Factory i publicat per Sega al Japó, NIS America a Nord-amèrica i Tecmo Koei a Europa; exclusivament per a PlayStation 3.